# I Don't Live Here Anymore (single)
I Don't Live Here Anymore is een nummer van de Amerikaanse indierockband The War on Drugs uit 2021, in samenwerking met de eveneens Amerikaanse indieband Lucius. Het is de tweede single van hun gelijknamige vijfde studioalbum.
Het nummer, dat doet denken aan de progressieve rock uit de jaren '80, gaat over het bereiken van het punt in het leven waarop je niet langer verdrinkt in golven van oude herinneringen, maar er bovenop surft. De band wijkt met het nummer af van hun eerdere nummers door de aanwezigheid van een dameskoortje en een langere gitaarsolo. "I Don't Live Here Anymore" werd een klein radiohitje in Nederland. Het behaalde de 10e positie in de Nederlandse Tipparade.

## NPO Radio 2 Top 2000
| Nummer met noteringen in de NPO Radio 2 Top 2000 | '22  | '23  | '24  |
| ------------------------------------------------ | ---- | ---- | ---- |
| I Don't Live Here Anymore                        | 1145 | 1379 | 1503 |

1. ↑  Een vetgedrukt getal geeft de hoogste notering aan.
2. ↑  2022 was het eerste jaar met een notering voor dit nummer.